# Yukarıbademli, Musabeyli
Yukarıbademli là một xã thuộc huyện Musabeyli, tỉnh Kilis, Thổ Nhĩ Kỳ. Dân số thời điểm năm 2010 là 127 người.